# Quốc hội sơ niên Trung Hoa Dân Quốc

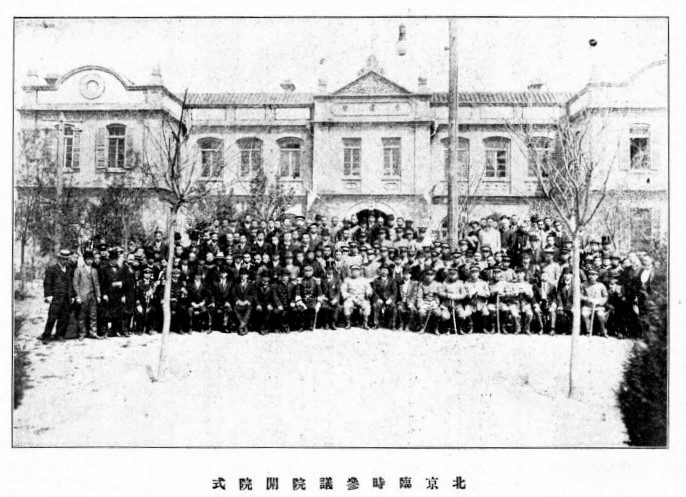
Cuộc họp thượng viện lâm thời tại Bắc Kinh

Quốc hội sơ niên Trung Hoa Dân Quốc (giản thể: 中华民国初年国会; phồn thể: 中華民國初年國會; Hán-Việt: Trung Hoa Dân Quốc sơ niên Quốc hội; bính âm: Zhōnghuá mínguó chū nián guóhuì), tồn tại từ 1913–1925 đề cập đến Trung Hoa Dân Quốc dựa trên "Hiến pháp nước Trung Hoa Dân Quốc tạm thời", quan chức tại Trung Hoa Dân Quốc hai năm (1913), ngày 8 tháng 4 tại Bắc Kinh thành lập cơ quan lập pháp, bao gồm một thượng viện và hạ viện với nhau, quyền lực của quốc hội chủ yếu được thi hành theo Luật Giao ước tạm thời. Ngoài ra, Quốc hội đầu tiên cũng chịu trách nhiệm soạn thảo Hiến pháp. Vì lý do chính trị, Đại hội Quốc dân Trung Hoa Dân Quốc đã bị giải thể và được tái lập thành một hệ thống pháp lý. Cuối cùng sau Chiến tranh Trực Lệ–An Huy, Đoàn Kỳ Thụy tuyên bố bãi bỏ hệ thống pháp luật và bị chấm dứt. Quốc hội 13 năm kết thúc và nó được thay thế bằng Trung Quốc Quốc Dân Đảng.